# Svjetsko prvenstvo u atletici 2001.
8. Svjetsko prvenstvo u atletici održano je od 3. kolovoza do 12. kolovoza 2001. godine u kanadskom gradu Edmontonu.

## Tablica medalja
| Mjesto | Država                  | Zlato | Srebro | Bronca | Ukupno |
| ------ | ----------------------- | ----- | ------ | ------ | ------ |
| 1.     | Rusija                  | 5     | 7      | 6      | 18     |
| 2.     | SAD                     | 5     | 5      | 3      | 13     |
| 3.     | Kenija                  | 3     | 3      | 2      | 8      |
| 4.     | Njemačka                | 3     | 3      | 1      | 7      |
| 5.     | Kuba                    | 3     | 1      | 2      | 6      |
| 6.     | Etiopija                | 2     | 3      | 3      | 8      |
| 7.     | Bjelorusija             | 2     | 2      | 0      | 4      |
| 7.     | Rumunjska               | 2     | 2      | 0      | 4      |
| 9.     | Bahami                  | 2     | 1      | 1      | 4      |
| 10.    | Maroko                  | 2     | 1      | 0      | 3      |
| 11.    | Poljska                 | 2     | 0      | 3      | 5      |
| 12.    | Češka                   | 2     | 0      | 0      | 2      |
| 12.    | JAR                     | 2     | 0      | 0      | 2      |
| 14.    | Jamajka                 | 1     | 2      | 3      | 6      |
| 15.    | Grčka                   | 1     | 2      | 2      | 5      |
| 16.    | Italija                 | 1     | 1      | 2      | 4      |
| 17.    | Ukrajina                | 1     | 1      | 1      | 3      |
| 18.    | Australija              | 1     | 0      | 2      | 3      |
| 19.    | Ujedinjeno Kraljevstvo  | 1     | 0      | 1      | 2      |
| 20.    | Dominikanska Republika  | 1     | 0      | 0      | 1      |
| 20.    | Mozambik                | 1     | 0      | 0      | 1      |
| 20.    | Senegal                 | 1     | 0      | 0      | 1      |
| 20.    | Švicarska               | 1     | 0      | 0      | 1      |
| 24.    | Japan                   | 0     | 2      | 1      | 3      |
| 24.    | Španjolska              | 0     | 2      | 1      | 3      |
| 26.    | Finska                  | 0     | 1      | 1      | 2      |
| 26.    | Francuska               | 0     | 1      | 1      | 2      |
| 26.    | Švedska                 | 0     | 1      | 1      | 2      |
| 26.    | Trinidad i Tobago       | 0     | 1      | 1      | 2      |
| 30.    | Austrija                | 0     | 1      | 0      | 1      |
| 30.    | Kamerun                 | 0     | 1      | 0      | 1      |
| 30.    | Estonija                | 0     | 1      | 0      | 1      |
| 30.    | Izrael                  | 0     | 1      | 0      | 1      |
| 30.    | Litva                   | 0     | 1      | 0      | 1      |
| 35.    | Meksiko                 | 0     | 0      | 2      | 2      |
| 36.    | Bugarska                | 0     | 0      | 1      | 1      |
| 36.    | Kajmanski Otoci         | 0     | 0      | 1      | 1      |
| 36.    | Haiti                   | 0     | 0      | 1      | 1      |
| 36.    | Kazahstan               | 0     | 0      | 1      | 1      |
| 36.    | Portugal                | 0     | 0      | 1      | 1      |
| 36.    | Sveti Kristofor i Nevis | 0     | 0      | 1      | 1      |
| 36.    | Surinam                 | 0     | 0      | 1      | 1      |

## Rezultati

### Trkačke discipline

#### 100 m
| Mjesto | Država                  | Atletičar         | Vrijeme |
| ------ | ----------------------- | ----------------- | ------- |
| 1.     | SAD                     | Maurice Greene    | 9,82    |
| 2.     | SAD                     | Tim Montgomery    | 9,85    |
| 3.     | SAD                     | Bernard Williams  | 9,94    |
| 4.     | Trinidad i Tobago       | Ato Boldon        | 9,98    |
| 5.     | Ujedinjeno Kraljevstvo  | Dwain Chambers    | 9,99    |
| 6.     | Sveti Kristofor i Nevis | Kim Collins       | 10,07   |
| 7.     | Ujedinjeno Kraljevstvo  | Christian Malcolm | 10,11   |
| 8.     | Gana                    | Abdul Aziz Zakari | 10,24   |

| Mjesto | Država   | Atletičarka      | Vrijeme |
| ------ | -------- | ---------------- | ------- |
| 1.     | Ukrajina | Zhanna Block     | 10,82   |
| 2.     | Grčka    | Ekateríni Thánou | 10,91   |
| 3.     | Bahami   | Chandra Sturrup  | 11,02   |
| 4.     | SAD      | Chryste Gaines   | 11,06   |
| 5.     | Bahami   | Debbie Ferguson  | 11,13   |
| 6.     | Nigerija | Mercy Nku        | 11,17   |
|        | SAD      | Marion Jones     | DSQ     |
|        | SAD      | Kelli White      | DSQ     |

Marion Jones i Kelli White naknadno su nakon dokazivanja dopinga poništeni
 postignuti rezultati.

#### 200 m
| Mjesto | Država                  | Atletičar             | Vrijeme    |
| ------ | ----------------------- | --------------------- | ---------- |
| 1.     | Grčka                   | Konstantinos Kenteris | 20,04      |
| 2.     | Jamajka                 | Christopher Williams  | 20,20      |
| 3.     | Sveti Kristofor i Nevis | Kim Collins           | 20,20 (NR) |
| 4.     | SAD                     | Shawn Crawford        | 20,20      |
| 5.     | Ujedinjeno Kraljevstvo  | Christian Malcolm     | 20,22      |
| 6.     | Mauricijus              | Stéphane Buckland     | 20,24      |
| 7.     | SAD                     | Kevin Little          | 20,25      |
| 8.     | Ujedinjeno Kraljevstvo  | Marlon Devonish       | 20,38      |

| Mjesto | Država          | Atletičar          | Vrijeme |
| ------ | --------------- | ------------------ | ------- |
| 1.     | Bahami          | Debbie Ferguson    | 22,52   |
| 2.     | SAD             | LaTasha Jenkins    | 22,85   |
| 3.     | Kajmanski Otoci | Cydonie Mothersill | 22,88   |
| 4.     | Jamajka         | Juliet Campbell    | 22,99   |
| 5.     | Slovenija       | Alenka Bikar       | 23,00   |
| 6.     | Kamerun         | Myriam Léonie Mani | 23,15   |
|        | SAD             | Marion Jones       | DSQ     |
|        | SAD             | Kelli White        | DSQ     |

Marion Jones koje je pobijedila u utrci 10. kolovoza 2001. naknadno su nakon 
 
dokazivanja dopinga brisani rezultati. Također i Kelli White koja je bila 

zauzela 8. mjesto u finalnoj utrci. 

#### 400 m
| Mjesto | Država            | Atletičar          | Vrijeme |
| ------ | ----------------- | ------------------ | ------- |
| 1.     | Bahami            | Avard Moncur       | 44,64   |
| 2.     | Njemačka          | Ingo Schultz       | 44,87   |
| 3.     | Jamajka           | Gregory Haughton   | 44,98   |
| 4.     | SAD               | Antonio Pettigrew  | 44,99   |
| 5.     | Mauricijus        | Eric Milazar       | 45,13   |
| 6.     | Saudijska Arabija | Hamdan O. Al-Bishi | 45,23   |
| 7.     | Grenada           | Alleyne Francique  | 46,23   |
| 8.     | Poljska           | Robert Maćkowiak   | DNF     |

| Mjesto | Država   | Atletičarka      | Vrijeme    |
| ------ | -------- | ---------------- | ---------- |
| 1.     | Senegal  | Amy Mbacke Thiam | 49,86 (NR) |
| 2.     | Jamajka  | Lorraine Fenton  | 49,88      |
| 3.     | Meksiko  | Ana Guevara      | 49,97      |
| 4.     | Njemačka | Grit Breuer      | 50,49      |
| 5.     | Čad      | Kaltouma Nadjina | 50,80      |
| 6.     | Rusija   | Olesja Zykina    | 50,93      |
| 7.     | Kamerun  | Mireille Nguimgo | 51,97      |
| 8.     | Nigerija | Falilat Ogunkoya | DNF        |

#### 800 m
| Mjesto | Država    | Atletičar          | Vrijeme |
| ------ | --------- | ------------------ | ------- |
| 1.     | Švicarska | André Bucher       | 1.43,70 |
| 2.     | Kenija    | Wilfred Bungei     | 1.44,55 |
| 3.     | Poljska   | Pawel Czapiewski   | 1.44,63 |
| 4.     | Kenija    | William Yiampoy    | 1.44,96 |
| 5.     | Njemačka  | Nils Schumann      | 1.45,00 |
| 6.     | JAR       | Mbulaeni Mulaudzi  | 1.45,01 |
| 7.     | Maroko    | Khalid Tighazouine | 1.45,58 |
| 8.     | JAR       | Hezekiél Sepeng    | 1.46,68 |

| Mjesto | Država                 | Atletičarka      | Vrijeme |
| ------ | ---------------------- | ---------------- | ------- |
| 1.     | Mozambik               | Maria Mutola     | 1.57,17 |
| 2.     | Austrija               | Stephanie Graf   | 1.57,20 |
| 3.     | Surinam                | Letitia Vriesde  | 1.57,35 |
| 4.     | Kenija                 | Faith Macharia   | 1.58,98 |
| 5.     | Kanada                 | Diane Cummins    | 1.59,49 |
| 6.     | Ujedinjeno Kraljevstvo | Kelly Holmes     | 1.59,76 |
| 7.     | Španjolska             | Mayte Martínez   | 2.00,09 |
| 8.     | Njemačka               | Ivonne Teichmann | 2.04,33 |

#### 1 500 m
| Mjesto | Država     | Atletičar            | Vrijeme |
| ------ | ---------- | -------------------- | ------- |
| 1.     | Maroko     | Hicham El Guerrouj   | 3.30,68 |
| 2.     | Kenija     | Bernard Lagat        | 3.31,10 |
| 3.     | Francuska  | Driss Maazouzi       | 3.31,54 |
| 4.     | Kenija     | William Chirchir     | 3.31,91 |
| 5.     | Španjolska | Reyes Estévez        | 3.32,34 |
| 6.     | Španjolska | José Antonio Redolat | 3.34,29 |
| 7.     | Portugal   | Rui Silva            | 3.35,74 |
| 8.     | Maroko     | Abdelkader Hachlaf   | 3.36,54 |

| Mjesto | Država      | Atletičarka       | Vrijeme |
| ------ | ----------- | ----------------- | ------- |
| 1.     | Rumunjska   | Gabriela Szabó    | 4.00,57 |
| 2.     | Rumunjska   | Violeta Szekely   | 4.01,70 |
| 3.     | Rusija      | Natalya Gorelova  | 4.02,40 |
| 4.     | Portugal    | Carla Sacramento  | 4.03,96 |
| 5.     | Poljska     | Lidia Chojecka    | 4.06,70 |
| 6.     | Španjolska  | Natalia Rodríguez | 4.07,10 |
| 7.     | Bjelorusija | Alesya Turova     | 4.07,25 |
| 8.     | Turska      | Süreyya Ayhan     | 4.08,17 |

#### 5 000 m
| Mjesto | Država     | Atletičar      | Vrijeme  |
| ------ | ---------- | -------------- | -------- |
| 1.     | Kenija     | Richard Limo   | 13.00,77 |
| 2.     | Etiopija   | Millon Wolde   | 13.03,47 |
| 3.     | Kenija     | John Kibowen   | 13.05,20 |
| 4.     | Španjolska | Alberto García | 13.05,60 |
| 5.     | Francuska  | Ismaïl Sghyr   | 13.07,71 |
| 6.     | Kenija     | Sammy Kipketer | 13.08,46 |
| 7.     | Etiopija   | Abiyote Abate  | 13.14,07 |
| 8.     | Etiopija   | Hailu Mekonnen | 13.20,24 |

| Mjesto | Država     | Atletičarka         | Vrijeme  |
| ------ | ---------- | ------------------- | -------- |
| 1.     | Rusija     | Olga Jegorova       | 15.03,39 |
| 2.     | Španjolska | Marta Domínguez     | 15.06,59 |
| 3.     | Etiopija   | Ayelech Worku       | 15.10,17 |
| 4.     | NR Kina    | Dong Yanmei         | 15.10,73 |
| 5.     | Njemačka   | Irina Mikitenko     | 15.13,93 |
| 6.     | Rusija     | Yelena Zadorozhnaya | 15.16,15 |
| 7.     | Kenija     | Edith Masai         | 15.17,67 |
| 8.     | Rumunjska  | Gabriela Szabó      | 15.19,55 |

#### 10 000 m
| Mjesto | Država     | Atletičar            | Vrijeme  |
| ------ | ---------- | -------------------- | -------- |
| 1.     | Kenija     | Charles Kamathi      | 27.53,25 |
| 2.     | Etiopija   | Assefa Mezgebu       | 27.53,97 |
| 3.     | Etiopija   | Haile Gebrselassie   | 27.54,41 |
| 4.     | Etiopija   | Yibeltal Admassu     | 27.55,24 |
| 5.     | Španjolska | Fabián Roncero       | 27.56,07 |
| 6.     | Španjolska | José Rios            | 27.56,58 |
| 7.     | Kenija     | Paul Kosgei          | 27.57,56 |
| 8.     | Kenija     | John Cheruiyot Korir | 27.58,06 |

| Mjesto | Država                 | Atletičarka       | Vrijeme  |
| ------ | ---------------------- | ----------------- | -------- |
| 1.     | Etiopija               | Derartu Tulu      | 31.48,81 |
| 2.     | Etiopija               | Berhane Adere     | 31.48,85 |
| 3.     | Etiopija               | Gete Wami         | 31.49,98 |
| 4.     | Ujedinjeno Kraljevstvo | Paula Radcliffe   | 31.50,06 |
| 5.     | Rumunjska              | Mihaela Botezan   | 32.03,46 |
| 6.     | Rusija                 | Ljoedmila Petrova | 32.04,94 |
| 7.     | Maroko                 | Asmae Leghzaoui   | 32.06,35 |
| 8.     | Francuska              | Yamna Belkacem    | 32.09,21 |

#### Maraton
| Mjesto | Država   | Atletičar             | Vrijeme |
| ------ | -------- | --------------------- | ------- |
| 1.     | Etiopija | Gezahegne Abera       | 2:12.42 |
| 2.     | Kenija   | Simon Biwott          | 2:12.43 |
| 3.     | Italija  | Stefano Baldini       | 2:13.18 |
| 4.     | Etiopija | Tesfaye Tola          | 2:13.58 |
| 5.     | Japan    | Shigeru Aburaya       | 2:14.07 |
| 6.     | Maroko   | Abdelkader El Mouaziz | 2:15.41 |
| 7.     | Etiopija | Tesfaye Jifar         | 2:16.52 |
| 8.     | Japan    | Yoshiteru Morishita   | 2:17.05 |

| Mjesto | Država    | Atletičarka        | Vrijeme |
| ------ | --------- | ------------------ | ------- |
| 1.     | Rumunjska | Lidia Simon        | 2:26.01 |
| 2.     | Japan     | Reiko Tosa         | 2:26.06 |
| 3.     | Rusija    | Svetlana Zacharova | 2:26.18 |
| 4.     | Japan     | Yoko Shibui        | 2:26.33 |
| 5.     | Njemačka  | Sonja Krolik       | 2:28.17 |
| 6.     | Kenija    | Florence Barsosio  | 2:28.36 |
| 7.     | Etiopija  | Shitaye Gemechu    | 2:28.40 |
| 8.     | Rusija    | Ljoebov Morgoenova | 2:28.54 |

#### 20 km brzo hodanje
| Mjesto | Država     | Atletičar          | Vrijeme |
| ------ | ---------- | ------------------ | ------- |
| 1.     | Rusija     | Roman Rasskazov    | 1:20.31 |
| 2.     | Rusija     | Ilja Markov        | 1:20.33 |
| 3.     | Rusija     | Viktor Boerajev    | 1:20.36 |
| 4.     | Australija | Nathan Deakes      | 1:20.55 |
| 5.     | Španjolska | David Márquez      | 1:21.09 |
| 6.     | Meksiko    | Joel Sánchez       | 1:22.05 |
| 7.     | Japan      | Satoshi Yanagisawa | 1:22.11 |
| 8.     | Ekvador    | Jefferson Pérez    | 1:22.20 |

| Mjesto | Država      | Atletičarka           | Vrijeme      |
| ------ | ----------- | --------------------- | ------------ |
| 1.     | Rusija      | Olimpiada Ivanova     | 1:27.48 (KR) |
| 2.     | Bjelorusija | Valentina Tsybulskaya | 1:28.49      |
| 3.     | Italija     | Elisabetta Perrone    | 1:28.56      |
| 4.     | Italija     | Erica Alfridi         | 1:29.48      |
| 5.     | Španjolska  | María Vasco           | 1:30.19      |
| 6.     | Rumunjska   | Norica Cimpean        | 1:30.39      |
| 7.     | Njemačka    | Melanie Seeger        | 1:30.41 (NR) |
| 8.     | Italija     | Annarita Sidoti       | 1:31.40      |

#### 50 km brzo hodanje
| Mjesto | Država     | Atletičar           | Vrijeme |
| ------ | ---------- | ------------------- | ------- |
| 1.     | Poljska    | Robert Korzeniowski | 3:42.08 |
| 2.     | Španjolska | Jesús Ángel García  | 3:43.07 |
| 3.     | Meksiko    | Edgar Hernandez     | 3:46.12 |
| 4.     | Latvija    | Aigars Fadejevs     | 3:46.20 |
| 5.     | Rusija     | Vladimir Potemin    | 3:46.53 |
| 6.     | Španjolska | Valentí Massana     | 3:48.28 |
| 7.     | SAD        | Curt Clausen        | 3:50.46 |
| 8.     | Italija    | Marco Giungi        | 3:51.09 |

#### 110 m / 100 m s preponama
| Mjesto | Država  | Atletičar          | Vrijeme    |
| ------ | ------- | ------------------ | ---------- |
| 1.     | SAD     | Allen Johnson      | 13,04      |
| 2.     | Kuba    | Anier García       | 13,07      |
| 3.     | Haiti   | Dudley Dorival     | 13,25 (NR) |
| 4.     | Kuba    | Yoel Hernández     | 13,30      |
| 5.     | Švedska | Robert Kronberg    | 13,51      |
| 6.     | Rusija  | Yevgeniy Pechonkin | 13,52      |
| 7.     | SAD     | Dawane Wallace     | 13,76      |
| 8.     | JAR     | Shaun Bownes       | 13,84      |

| Mjesto | Država    | Atletičarka        | Vrijeme |
| ------ | --------- | ------------------ | ------- |
| 1.     | SAD       | Anjanette Kirkland | 12,42   |
| 2.     | SAD       | Gail Devers        | 12,54   |
| 3.     | Kazahstan | Olga Shishigina    | 12,58   |
| 4.     | Bugarska  | Svetla Dimitrova   | 12,58   |
| 5.     | SAD       | Jenny Adams        | 12,63   |
| 6.     | Jamajka   | Dionne Rose-Henley | 12,79   |
| 7.     | Francuska | Linda Ferga        | 12,80   |
| 8.     | Jamajka   | Vonette Dixon      | 13,02   |

#### 400 m s preponama
| Mjesto | Država                 | Atletičar               | Vrijeme    |
| ------ | ---------------------- | ----------------------- | ---------- |
| 1.     | Dominikanska Republika | Félix Sánchez           | 47,49      |
| 2.     | Italija                | Fabrizio Mori           | 47,54 (NR) |
| 3.     | Japan                  | Dai Tamesue             | 47,89 (NR) |
| 4.     | Saudijska Arabija      | Hadi Soua'an Al-Somaily | 47,99      |
| 5.     | Ujedinjeno Kraljevstvo | Christopher Rawlinson   | 48,54      |
| 6.     | Poljska                | Pawel Januszewski       | 48,57      |
| 7.     | Češka                  | Ji?í Mužík              | 49,07      |
|        | Rusija                 | Boris Gorban            | DSQ        |

| Mjesto | Država    | Atletičarka         | Vrijeme |
| ------ | --------- | ------------------- | ------- |
| 1.     | Maroko    | Nezha Bidouane      | 53,34   |
| 2.     | Rusija    | Joelia Petsjonkina  | 54,27   |
| 3.     | Kuba      | Daimí Pernía        | 54,51   |
| 4.     | SAD       | Tonja Buford-Bailey | 54,55   |
| 5.     | Jamajka   | Debbie-Ann Parris   | 54,68   |
| 6.     | Rumunjska | Ionela Târlea       | 55,36   |
| 7.     | Jamajka   | Deon Hemmings       | 55,83   |
| 8.     | SAD       | Sandra Glover       | 57,42   |

#### 3 000 m s preponama
| Mjesto | Država     | Atletičar                 | Vrijeme |
| ------ | ---------- | ------------------------- | ------- |
| 1.     | Kenija     | Reuben Kosgei             | 8.15,16 |
| 2.     | Maroko     | Ali Ezzine                | 8.16,21 |
| 3.     | Kenija     | Bernard Barmasai          | 8.16,59 |
| 4.     | Španjolska | Luis Miguel Martín        | 8.18,87 |
| 5.     | Francuska  | Bouabdallah Tahri         | 8.19,56 |
| 6.     | Španjolska | Antonio Jiménez           | 8.19,82 |
| 7.     | Katar      | Khamis Abdullah Saifeldin | 8.20,01 |
| 8.     | Kenija     | Raymond Yator             | 8.20,87 |

#### 4x100 m štafeta
| Mjesto | Država            | Atletičari                                                                                     | Vrijeme    |
| ------ | ----------------- | ---------------------------------------------------------------------------------------------- | ---------- |
| 1.     | SAD               | Mickey Grimes Bernard Williams Dennis Mitchell Tim Montgomery                                  | 37,96      |
| 2.     | JAR               | Morne Nagel Corne du Plessis Lee-Roy Newton Mathew Quinn                                       | 38,47 (NR) |
| 3.     | Trinidad i Tobago | Marc Burns Ato Boldon Jaycey Harper Darrel Brown                                               | 38,58 (NR) |
| 4.     | Australija        | Matthew Shirvington Paul Di Bella Steve Brimacombe Adam Basil                                  | 38,83      |
| 5.     | Japan             | Ryo Matsuda Shingo Suetsugu Toshiyuki Fujimoto Nobuharu Asahara                                | 38,96      |
| 6.     | Obala Bjelokosti  | Jean-Marie Irie Ahmed Douhou Yves Sonan Éric Pacôme N'Dri                                      | 39,18      |
| 7.     | Poljska           | Ryszard Pilarczyk Lukasz Chyla Piotr Balcerzak Marcin Jedrusinski                              | 39,71      |
|        | Brazil            | Cláudio Roberto Sousa Luciano Ribeiro Édson André Domingos da Silva Claudinei Quirino da Silva | DNF        |

| Mjesto | Država                 | Atletičarke                                                      | Vrijeme |
| ------ | ---------------------- | ---------------------------------------------------------------- | ------- |
| 1.     | Njemačka               | Melanie Paschke Gaby Rockmeier Birgit Rockmeyer Marion Wagner    | 42,32   |
| 2.     | Francuska              | Sylviane Félix Frédérique Bangué Muriel Hurtis Odiah Sidibé      | 42,39   |
| 3.     | Jamajka                | Juliet Campbell Merlene Frazer Beverly McDonald Astia Walker     | 42,40   |
| 4.     | Nigerija               | Chioma Ajunwa Endurance Ojokolo Mercy Nku Mary Onyali-Omagbemi   | 42,52   |
| 5.     | Ujedinjeno Kraljevstvo | Marcia Richardson Sarah Wilhelmy Vernicha James Abiodun Oyepitan | 42,60   |
| 6.     | Grčka                  | Yeoryía Koklóni Effrosíni Patsoú Ólga Kaidantzí Ekateríni Thánou | 43,25   |
| 7.     | Rusija                 | Natalia Ignatova Irina Chabarova Marina Kislova Larisa Kroeglova | 43,58   |
|        | SAD                    | Kelli White Chryste Gaines Inger Miller Marion Jones             | DSQ     |

#### 4x400 m štafeta
| Mjesto | Država                 | Atletičari                                                                                                   | Vrijeme      |
| ------ | ---------------------- | --- | ------------ |
| 1.     | SAD                    | Leonard Byrd Antonio Pettigrew Derrick Brew Angelo Taylor                                                    | 2.57,54      |
| 2.     | Bahami                 | Avard Moncur Chris Brown Troy McIntosh Timothy Munnings                                                      | 2.58,19 (NR) |
| 3.     | Jamajka                | Brandon Simpson Christopher Williams Gregory Haughton Danny McFarlane                                        | 2.58,39      |
| 4.     | Poljska                | Rafal Wieruszewski Piotr Haczek Piotr Dlugosielski Piotr Rysiukiewicz                                        | 2.59,71      |
| 5.     | Brazil                 | Valdinei Abilio da Silva Anderson Jorge Oliveira dos Santos Flávio de Oliveira Godoy Sanderlei Claro Parrela | 3.01,09      |
| 6.     | Ujedinjeno Kraljevstvo | Iwan Thomas Jamie Baulch Timothy Benjamin Mark Richardson                                                    | 3.01,26      |
| 7.     | Španjolska             | Eduardo Iván Rodríguez David Canal Antonio Andrés Antonio Manuel Reina                                       | 3.02,24      |
| 8.     | Njemačka               | Marc Alexander Scheer Ruwen Faller Lars Figura Ingo Schultz                                                  | 3.03,52      |

| Mjesto | Država                 | Atletičarke                                                          | Vrijeme |
| ------ | ---------------------- | -------------------------------------------------------------------- | ------- |
| 1.     | Jamajka                | Sandie Richards Catherine Scott Debbie-Ann Parris Lorraine Fenton    | 3.20,65 |
| 2.     | Njemačka               | Florence Ekpo-Umoh Shanta Ghosh Claudia Marx Grit Breuer             | 3.21,97 |
| 3.     | Rusija                 | Irina Rossikina Yuliya Nosova Anastasiya Kapachinskaya Olesja Zykina | 3.24,92 |
| 4.     | SAD                    | Jearl Miles-Clark Monique Hennagan Michelle Collins Suziann Reid     | 3.26,88 |
| 5.     | Ujedinjeno Kraljevstvo | Lee McConnell Helen Frost Natasha Danvers Catherine Murphy           | 3.26,94 |
| 6.     | Francuska              | Francine Landre Anita Mormand Sylvanie Morandais Marie-Louise Bévis  | 3.27,54 |
| 7.     | Poljska                | Aleksandra Pieluzek Grazyna Prokopek Aneta Lemiesz Malgorzata Pskit  | 3.27,78 |
| 8.     | Kanada                 | Foy Williams Samantha George Danielle Kot LaDonna Antoine            | 3.27,93 |

### Skakačke discipline

#### Skok u vis
| Mjesto | Država   | Atletičar          | Visina |
| ------ | -------- | ------------------ | ------ |
| 1.     | Njemačka | Martin Buss        | 2,36 m |
| 2.     | Rusija   | Vjatsjelav Voronin | 2,33 m |
| 2.     | Rusija   | Jaroslav Rybakov   | 2,33 m |
| 4.     | Rusija   | Sergej Kljoegin    | 2,30 m |
| 4.     | Švedska  | Stefan Holm        | 2,30 m |
| 6.     | Švedska  | Staffan Strand     | 2,25 m |
| 6.     | Kanada   | Mark Boswell       | 2,25 m |
| 8.     | Kanada   | Kwaku Boateng      | 2,25 m |

| Mjesto | Država    | Atletičarka     | Visina |
| ------ | --------- | --------------- | ------ |
| 1.     | JAR       | Hestrie Cloete  | 2,00 m |
| 2.     | Ukrajina  | Inha Babakova   | 2,00 m |
| 3.     | Švedska   | Kajsa Bergqvist | 1,97 m |
| 4.     | Bugarska  | Venelina Veneva | 1,97 m |
| 5.     | Ukrajina  | Vita Palamar    | 1,94 m |
| 6.     | Hrvatska  | Blanka Vlašić   | 1,94 m |
| 7.     | Rumunjska | Monica Iagar    | 1,90 m |
| 7.     | Mađarska  | Dóra Györffy    | 1,90 m |

#### Skok u dalj
| Mjesto | Država          | Atletičar               | Duljina |
| ------ | --------------- | ----------------------- | ------- |
| 1.     | Kuba            | Iván Pedroso            | 8,40 m  |
| 2.     | SAD             | Savanté Stringfellow    | 8,24 m  |
| 3.     | Portugal        | Carlos Calado           | 8,21 m  |
| 4.     | SAD             | Miguel Pate             | 8,21 m  |
| 5.     | Kajmanski Otoci | Kareem Streete-Thompson | 8,10 m  |
| 6.     | Ukrajina        | Oleksi Loekasjevytsj    | 8,10 m  |
| 7.     | Jamajka         | James Beckford          | 8,08 m  |
| 8.     | SAD             | Dwight Phillips         | 7,92 m  |

| Mjesto | Država     | Atletičarka        | Duljina     |
| ------ | ---------- | ------------------ | ----------- |
| 1.     | Italija    | Fiona May          | 7,02 m      |
| 2.     | Rusija     | Tatjana Kotova     | 7,01 m      |
| 3.     | Španjolska | Niurka Montalvo    | 6,88 m      |
| 4.     | Mađarska   | Tünde Vaszi        | 6,86 m (NR) |
| 5.     | Latvija    | Valentina Gotovska | 6,84 m      |
| 6.     | Grčka      | Níki Xánthou       | 6,76 m      |
| 7.     | Brazil     | Maurren Maggi      | 6,73 m      |
| 8.     | Rusija     | Lyudmila Galkina   | 6,70 m      |

#### Skok s motkom
| Mjesto | Država     | Atletičar           | Visina      |
| ------ | ---------- | ------------------- | ----------- |
| 1.     | Australija | Dmitri Markov       | 6,05 m (KR) |
| 2.     | Izrael     | Aleksandr Averboech | 5,85 m      |
| 3.     | SAD        | Nick Hysong         | 5,85 m      |
| 4.     | Njemačka   | Michael Stolle      | 5,85 m      |
| 5.     | Francuska  | Romain Mesnil       | 5,85 m      |
| 6.     | Nizozemska | Christian Tamminga  | 5,75 m      |
| 6.     | Njemačka   | Richard Spiegelburg | 5,75 m      |
| 8.     | Poljska    | Adam Kolasa         | 5,75 m      |

| Mjesto | Država     | Atletičarka            | Visina      |
| ------ | ---------- | ---------------------- | ----------- |
| 1.     | SAD        | Stacy Dragila          | 4,75 m (KR) |
| 2.     | Rusija     | Svetlana Feofanova     | 4,75 m (KR) |
| 3.     | Poljska    | Monika Pyrek           | 4,55 m      |
| 4.     | Australija | Tatiana Grigorieva     | 4,55 m      |
| 5.     | NR Kina    | Shuying Gao            | 4,50 m (AS) |
| 6.     | Island     | Thórey Edda Elisdóttir | 4,45 m      |
| 7.     | Njemačka   | Yvonne Buschbaum       | 4,45 m      |
| 8.     | Češka      | Pavla Hamá?ková        | 4,45 m      |

#### Troskok
| Mjesto | Država                 | Atletičar           | Duljina |
| ------ | ---------------------- | ------------------- | ------- |
| 1.     | Ujedinjeno Kraljevstvo | Jonathan Edwards    | 17,92 m |
| 2.     | Švedska                | Christian Olsson    | 17,47 m |
| 3.     | Rusija                 | Igor Spasovkhodskiy | 17,44 m |
| 4.     | Kuba                   | Yoel García         | 17,40 m |
| 5.     | SAD                    | Walter Davis        | 17,20 m |
| 6.     | Bermudi                | Brian Wellman       | 16,81 m |
| 7.     | Ujedinjeno Kraljevstvo | Onochie Achike      | 16,79 m |
| 8.     | Bugarska               | Rostislav Dimitrov  | 16,72 m |

| Mjesto | Država                 | Atletičarka            | Duljina |
| ------ | ---------------------- | ---------------------- | ------- |
| 1.     | Rusija                 | Tatjana Lebedeva       | 15,25 m |
| 2.     | Kamerun                | Françoise Mbango Etone | 14,60 m |
| 3.     | Bugarska               | Tereza Marinova        | 14,58 m |
| 4.     | Italija                | Magdelín Martínez      | 14,52 m |
| 5.     | Finska                 | Heli Koivula           | 14,28 m |
| 6.     | Rumunjska              | Cristina Nicolau       | 14,17 m |
| 7.     | Ujedinjeno Kraljevstvo | Ashia Hansen           | 14,10 m |
| 8.     | Jamajka                | Trecia Smith           | 13,92 m |

### Bacačke discipline

#### Bacanje koplja
| Mjesto | Država   | Atletičar              | Duljina      |
| ------ | -------- | ---------------------- | ------------ |
| 1.     | Češka    | Jan Železný            | 92,80 m (KR) |
| 2.     | Finska   | Aki Parviainen         | 91,31 m      |
| 3.     | Grčka    | Konstadinós Gatsioúdis | 89,95 m      |
| 4.     | SAD      | Breaux Greer           | 87,00 m      |
| 5.     | Njemačka | Raymond Hecht          | 86,46 m      |
| 6.     | Njemačka | Boris Henry            | 85,52 m      |
| 7.     | Rusija   | Sergej Makarov         | 83,64 m      |
| 8.     | Latvija  | Ēriks Rags             | 82,82 m      |

| Mjesto | Država   | Atletičarka            | Duljina      |
| ------ | -------- | ---------------------- | ------------ |
| 1.     | Kuba     | Osleidys Menéndez      | 69,53 m (KR) |
| 2.     | Grčka    | Miréla Manjani-Tzelíli | 65,78 m      |
| 3.     | Kuba     | Sonia Bisset           | 64,69 m      |
| 4.     | Češka    | Nikola Tome?ková       | 63,11 m      |
| 5.     | Njemačka | Steffi Nerius          | 62,08 m      |
| 6.     | Finska   | Mikaela Ingberg        | 61,94 m      |
| 7.     | Kuba     | Xiomara Rivero         | 61,60 m      |
| 8.     | Grčka    | Aggelikí Tsiolakoúdi   | 61,01 m      |

#### Bacanje diska
| Mjesto | Država      | Atletičar          | Duljina      |
| ------ | ----------- | ------------------ | ------------ |
| 1.     | Njemačka    | Lars Riedel        | 69,72 m (KR) |
| 2.     | Litva       | Virgilijus Alekna  | 69,40 m      |
| 3.     | Njemačka    | Michael Möllenbeck | 67,61 m      |
| 4.     | Rusija      | Dmitriy Shevchenko | 67,57 m      |
| 5.     | SAD         | Adam Setliff       | 66,55 m      |
| 6.     | Bjelorusija | Vasiliy Kaptyukh   | 66,25 m      |
| 7.     | Mađarska    | Roland Varga       | 65,86 m      |
| 8.     | JAR         | Frantz Kruger      | 65,27 m      |

| Mjesto | Država      | Atletičarka         | Duljina |
| ------ | ----------- | ------------------- | ------- |
| 1.     | Bjelorusija | Ellina Zvereva      | 67,10 m |
| 2.     | Rumunjska   | Nicoleta Grasu      | 66,24 m |
| 3.     | Grčka       | Anastasía Kelesídou | 65,50 m |
| 4.     | Njemačka    | Franka Dietzsch     | 65,38 m |
| 5.     | SAD         | Seilala Sua         | 63,74 m |
| 6.     | Češka       | V?ra Pospíšilová    | 61,47 m |
| 7.     | SAD         | Kristin Kuehl       | 61,04 m |
| 8.     | Njemačka    | Anja Mollenbeck     | 60,49 m |

#### Bacanje kugle
| Mjesto | Država      | Atletičar       | Duljina |
| ------ | ----------- | --------------- | ------- |
| 1.     | SAD         | John Godina     | 21,87   |
| 2.     | SAD         | Adam Nelson     | 21,24   |
| 3.     | Finska      | Arsi Harju      | 20,93   |
| 4.     | Španjolska  | Manuel Martínez | 20,91   |
| 5.     | Jugoslavija | Dragan Peric    | 20,91   |
| 6.     | Ukrajina    | Joeri Bilonoh   | 20,83   |
| 7.     | Finska      | Conny Karlsson  | 20,78   |
| 8.     | Kanada      | Bradley Snyder  | 20,63   |

| Mjesto | Država      | Atletičarka             | Duljina      |
| ------ | ----------- | ----------------------- | ------------ |
| 1.     | Bjelorusija | Yanina Korolchik        | 20,61 m (NR) |
| 2.     | Njemačka    | Nadine Kleinert-Schmitt | 19,86 m      |
| 3.     | Ukrajina    | Vita Pavlysj            | 19,41 m      |
| 4.     | Rusija      | Larisa Peleshenko       | 19,37 m      |
| 5.     | Rusija      | Irina Korzhanenko       | 19,35 m      |
| 6.     | Njemačka    | Astrid Kumbernuss       | 19,25 m      |
| 7.     | Bjelorusija | Nadzeja Astaptsjoek     | 18,98 m      |
| 8.     | Kuba        | Yumileidi Cumbá         | 18,73 m      |

#### Bacanje kladiva
| Mjesto | Država      | Atletičar         | Duljina      |
| ------ | ----------- | ----------------- | ------------ |
| 1.     | Poljska     | Szymon Ziółkowski | 83,38 m (KR) |
| 2.     | Japan       | Koji Murofushi    | 82,92 m      |
| 3.     | Rusija      | Ilya Konovalov    | 80,27 m      |
| 4.     | Italija     | Nicola Vizzoni    | 80,13 m      |
| 5.     | Ukrajina    | Andrej Skvaroek   | 79,93 m      |
| 6.     | Mađarska    | Balázs Kiss       | 79,75 m      |
| 7.     | Bjelorusija | Igor Astapkovich  | 79,72 m      |
| 8.     | Mađarska    | Tibor Gécsek      | 79,34 m      |

| Mjesto | Država                 | Atletičarka        | Duljina       |
| ------ | ---------------------- | ------------------ | ------------- |
| 1.     | Kuba                   | Yipsi Moreno       | 70,65 m (RAc) |
| 2.     | Rusija                 | Olga Koezenkova    | 70,61 m       |
| 3.     | Australija             | Bronwyn Eagles     | 68,87 m       |
| 4.     | Poljska                | Kamila Skolimowska | 68,05 m       |
| 5.     | Francuska              | Manuela Montebrun  | 67,78 m       |
| 6.     | Ujedinjeno Kraljevstvo | Lorraine Shaw      | 65,89 m       |
| 7.     | Francuska              | Florence Ezeh      | 65,88 m       |
| 8.     | Hrvatska               | Ivana Brkljačić    | 65,43 m       |

### Višeboj

#### Desetoboj / Sedmoboj
| Mjesto | Država                 | Atletičar        | Bodovi    |
| ------ | ---------------------- | ---------------- | --------- |
| 1.     | Češka                  | Tomáš Dvořák     | 8902 (KR) |
| 2.     | Estonija               | Erki Nool        | 8815 (NR) |
| 3.     | Ujedinjeno Kraljevstvo | Dean Macey       | 8603      |
| 4.     | Mađarska               | Attila Zsivóczky | 8371      |
| 5.     | Rusija                 | Lev Lobodin      | 8352      |
| 6.     | Češka                  | Jirí Ryba        | 8332      |
| 7.     | Njemačka               | Stefan Schmid    | 8307      |
| 8.     | Francuska              | Laurent Hernu    | 8280      |

| Mjesto | Država      | Atletičarka          | Bodovi |
| ------ | ----------- | -------------------- | ------ |
| 1.     | Rusija      | Yelena Prokhorova    | 6694   |
| 2.     | Bjelorusija | Natalya Sazanovich   | 6539   |
| 3.     | SAD         | Shelia Burrell       | 6472   |
| 4.     | Rusija      | Natalya Roshchupkina | 6294   |
| 5.     | Njemačka    | Karin Ertl           | 6283   |
| 6.     | Litva       | Austra Skujyté       | 6112   |
| 7.     | SAD         | Le Shundra Nathan    | 6073   |
| 8.     | Rusija      | Irina Belova         | 6061   |

## Značenje kratica
- WR: Svjetski rekord
- KR: Rekord prvenstava
- NR: Nacionalni rekord
- ER: Europski rekord
- AF: Afrički rekord
- AS: Azijski rekord
- OC: Oceanijski rekord
- DSQ: Diskvalifikacija

## Vanjske poveznice
- Službena stranica prvenstva